# Marie Selika Williams
Pour les articles homonymes, voir Williams.
Marie Selika Williams, née vers 1849 à Natchez (Mississippi) et morte le 19 mai 1937, est une chanteuse afro-américaine, soprano coloratura.  Souvent appelée la « Reine du Staccato », elle est la première artiste noire à se produire à la Maison-Blanche.

## Biographie
Elle naît sous le nom de Marie Smith à Natchez (Mississippi) vers 1849. Sa famille déménage à Cincinnati (Ohio), où une famille riche lui paie des cours de chant. Elle part pour San Francisco dans les années 1870 et étudie avec Signora G. Bianchi. Elle est ensuite l'élève d'Antonio Farini à Chicago, qui enseigne la méthode italienne. Là, elle se lie avec un camarade de classe, le baryton d'opéra Sampson Williams, qu'elle finit par épouser.
En 1878, elle devient la première artiste noire à se produire à la Maison-Blanche : le 13 novembre, elle chante pour le président Rutherford B. Hayes et la Première dame Lucy Webb Hayes dans la Green Room et est présentée par le marshall Fred Douglass,,. Elle se produit également à l'Académie de musique de Philadelphie en 1878 et au Steinway Hall de New York en 1879. De 1882 à 1885, elle effectue une tournée européenne avec son mari, donnant un concert à la Salle Saint-Jacques (en) de Londres pour la reine Victoria en 1883.
Sampson Williams a probablement trouvé son nom de scène dans le personnage de Sélika de l'opéra L'Africaine de Giacomo Meyerbeer. En raison de son interprétation de Polka Staccato de E. W. Mulder, elle est aussi souvent appelée la « Reine du Staccato ».
De 1885 à 1891, elle part en tournée aux États-Unis avec son mari, qui prend le nom de scène « Signor Velosko ». Ils font une deuxième tournée en Europe et se produisent à l'Exposition universelle de 1893, avant de s'installer à Cleveland (Ohio). Marie se joint aux autres chanteuses afro-américaines Flora Batson et Sissieretta Jones pour une représentation au Carnegie Hall de New York le 12 octobre 1896.
Après la mort de son mari en 1911, Marie Selika Williams donne des cours particuliers et enseigne à la Martin-Smith Music School de New York. Elle meurt en 1937.